# 베트남넷
베트남넷(VietNamNet, 약칭 VNN)은 베트남 정보통신부 산하의 온라인 신문이다.

## 개요
베트남넷은 하노이 동다군 남동방 단2사 156번지 C'Land 빌딩에 본부를 두고 있으며, 2003년 1월 23일에 운영 허가를 받았다.
이 전자 신문은 베트남어와 영어로 매일 볼 수 있다. 이 신문은 국제, 정보기술, 스포츠, 음악, 패션, 온라인 인터뷰, 음악과 같은 카테고리를 가지고 있다.
2008년 3월 21일, 베트남 수상은 VNPT의 요청에 따라 이 전자신문을 VietNamnet Company Software and Communications (VASC)에서 분할하기로 합의했다.
2008년 5월 15일 정보통신부는 VNPT에 베트남넷과 VNPT를 정보통신부에서 분리할 것을 제안했다.
이후 베트남 포스트(Vietnam Post)와 합병을 하였고, 베트남넷의 첫 수석 편집장은 응우옌 아인 뚜언씨가 맡았다. 조직 기구에는 베트남넷 출판이 포함된다. 베트남 포스트 출판 부분인 인포넷은 베트남 포스트의 현재 전자판인 VietNamNet 신문을 유지하고 있다. VietNamNet 신문은 베트남 포스트와 전자 신문의 모든 법적 권리와 의무를 계승하고 있으며, 2개의 신문으로부터 접수 및 인계받으며 안정적인 뉴스 및 기사 활동을 유지하고 있다.

## 사고
최근, VietNamNet 신문은 계속해서 대규모 해커들의 공격을 받고 있다. 2011년 1월 4일부터 이 신문의 서버가 해커에 의해 해킹당해 수십만 대의 컴퓨터를 디도스 공격 형태로 제어당했다. 이는 베트남에서 유례없는 서비스 거부 공격이며, 2009년 미 국방부 해커들에 버금가는 수준이다.